# Permaflex
La Permaflex è un'azienda italiana attiva nel settore dei materassi.

## Storia
La Permaflex nacque nel 1952 da Giovanni Pofferi (1907-1995), che era stato commerciante di formaggi e di stracci, in collaborazione con Augusto Fantoni di Bologna che ebbe l'idea di produrre in Italia i materassi a molle usati negli Stati Uniti. Già nella primavera di tale anno, presentò il nuovo materasso a molle (brevettato per le 167 molle che venivano usate) alla Fiera Campionaria di Milano con il nome Piumaflex. Nello stesso periodo la Pirelli stava lanciando il suo materasso fatto di gommapiuma e fece causa a Pofferi per il nome usato. Pofferi e Fantoni chiamarono quindi il materasso "Permaflex", abbreviazione di "Permanentemente flessibile".
Il logo dell'azienda (un omino con il pigiama a righe di nome Brando in posizione dormiente) fu disegnato nello studio pubblicitario di Armando Testa di Torino.
Nel dicembre 1953, Pofferi e Fantoni inaugurarono il primo punto vendita di materassi a molle a Torino. Successivamente vennero aperti altri negozi a Milano, Bologna, Napoli e Palermo. Lo stabilimento di produzione era a Pistoia. Negli anni sessanta fu inaugurato il secondo stabilimento a Frosinone, di cui fu direttore Licio Gelli. A metà degli anni novanta l'azienda divenne proprietà della famiglia Veneruso, quindi venne acquisita dalla famiglia Commendatore che ne è tuttora proprietaria.